# Deilephila elpenor
La gran esfinge morada o esfinge mayor de la vid (Deilephila elpenor) es una especie de lepidóptero ditrisio de la familia Sphingidae de gran tamaño (5 a 7 cm de envergadura) ampliamente distribuida en la región Paleártica (Europa y Asia); ha sido introducida en Columbia Británica y Canadá. La oruga utiliza como protección ante sus depredadores su forma y colores que asemejan a una serpiente con cabeza y ojos grandes. Es común en ambientes urbanos.

## Distribución

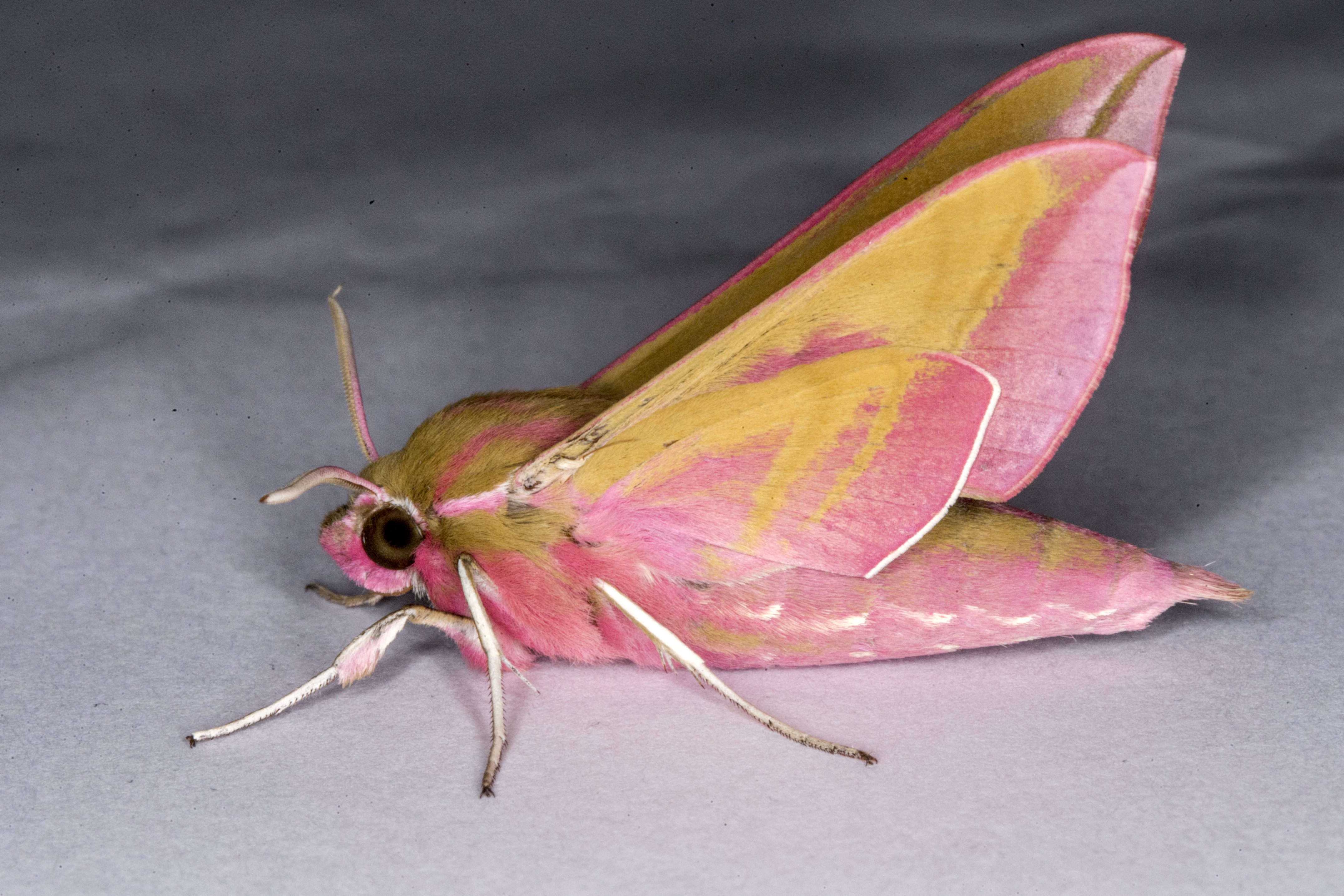
Deilephila elpenor La polilla halcón elefante, Lodz (Polonia)

Esta especie se encuentra en todas partes de Gran Bretaña e Irlanda a excepción del norte y el este de Escocia, y su distribución se extiende a través de Europa, Rusia, y en China, las partes norteñas de subcontinente indio, Japón y Corea (sin embargo no en Taiwán). Los especímenes introducidos se han encontrado en la Columbia Británica. En la mayor parte de sus zonas de distribución, ven a los adultos de mayo a julio y a las orugas a partir de julio hasta septiembre, cuando se hacen crisálidas. Sin embargo en algunas partes del Mediterráneo y de China los adultos pueden ser vistos a partir de abril, a veces teniendo dos crías en un año. 

## Aspecto

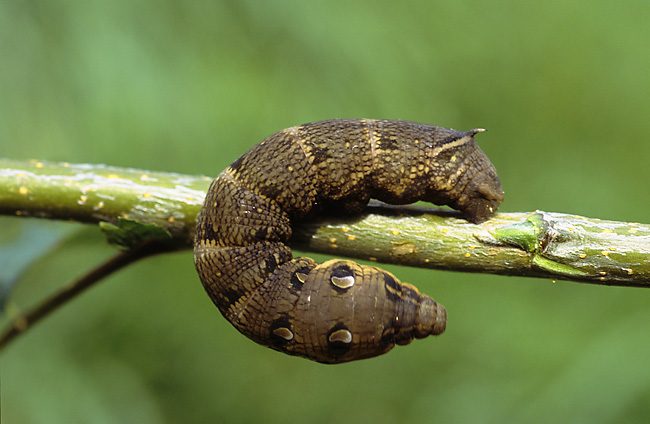
Oruga en pose de "elefante".

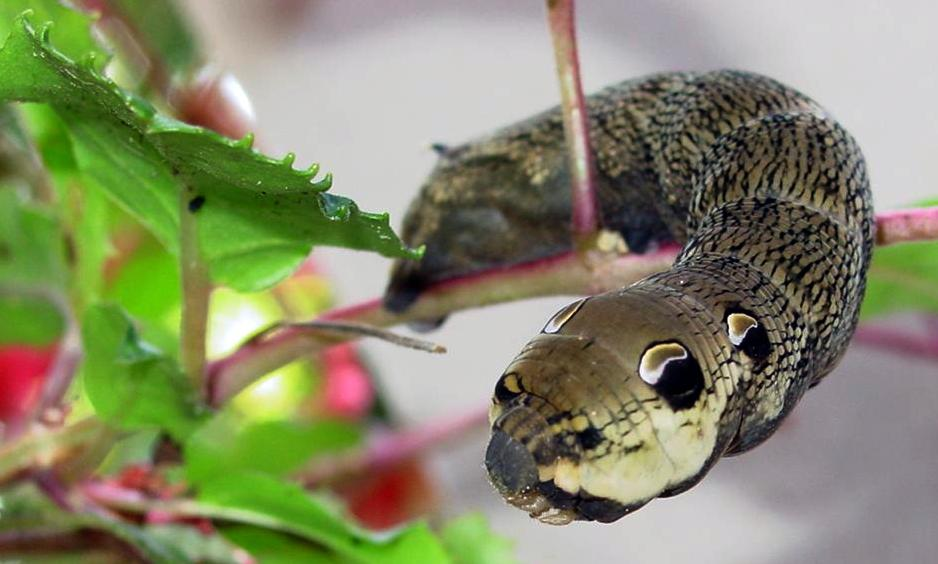
Oruga en pose de "serpiente".

### Larva
La larva tiene unos 75 mm de largo, son de color verde y marrón. Como la mayoría de las orugas esfinge, tienen un espina dorsal que presenta "curva posterior" en el final del segmento abdominal. La parte anterior de la oruga parece tener la forma de hocico masivo como un tronco. Es esta apariencia de elefante, además de su gran tamaño, lo que le da su nombre en inglés «elephant hawk-moth». Cuando está asustada, la oruga expone su tronco en su primer segmento del cuerpo. Esta postura se asemeja a una serpiente con una cabeza grande y cuatro dibujos grandes parecidos a los ojos de una serpiente. Las orugas son alimento de pájaros, pero esta pose de las orugas en "serpiente" los mantiene alejados (por lo menos por algún tiempo). No se sabe si los pájaros temen a la oruga como asemejarse realmente a una serpiente, o si se asustan por el cambio repentino de un artículo familiar de presa en una forma inusual (Stevens 2005). 
Las plantas de alimento preferidas de la oruga son Epilobium y Galium, aunque también toma Fuchsia.

### Adulto
El imago (adulto) tiende a alimentarse por la tarde, y toma a menudo el néctar de las plantas del jardín como madreselvas y petunias, así que se ve muy a menudo en ambientes urbanos. Tiene una envergadura de ala normalmente entre 50 y 70 milímetros. Se colorea espectacularmente, pareciendo iridizar con verde y rojo cuando está en movimiento. Los adultos son comidos por una determinada especie de murciélagos. 

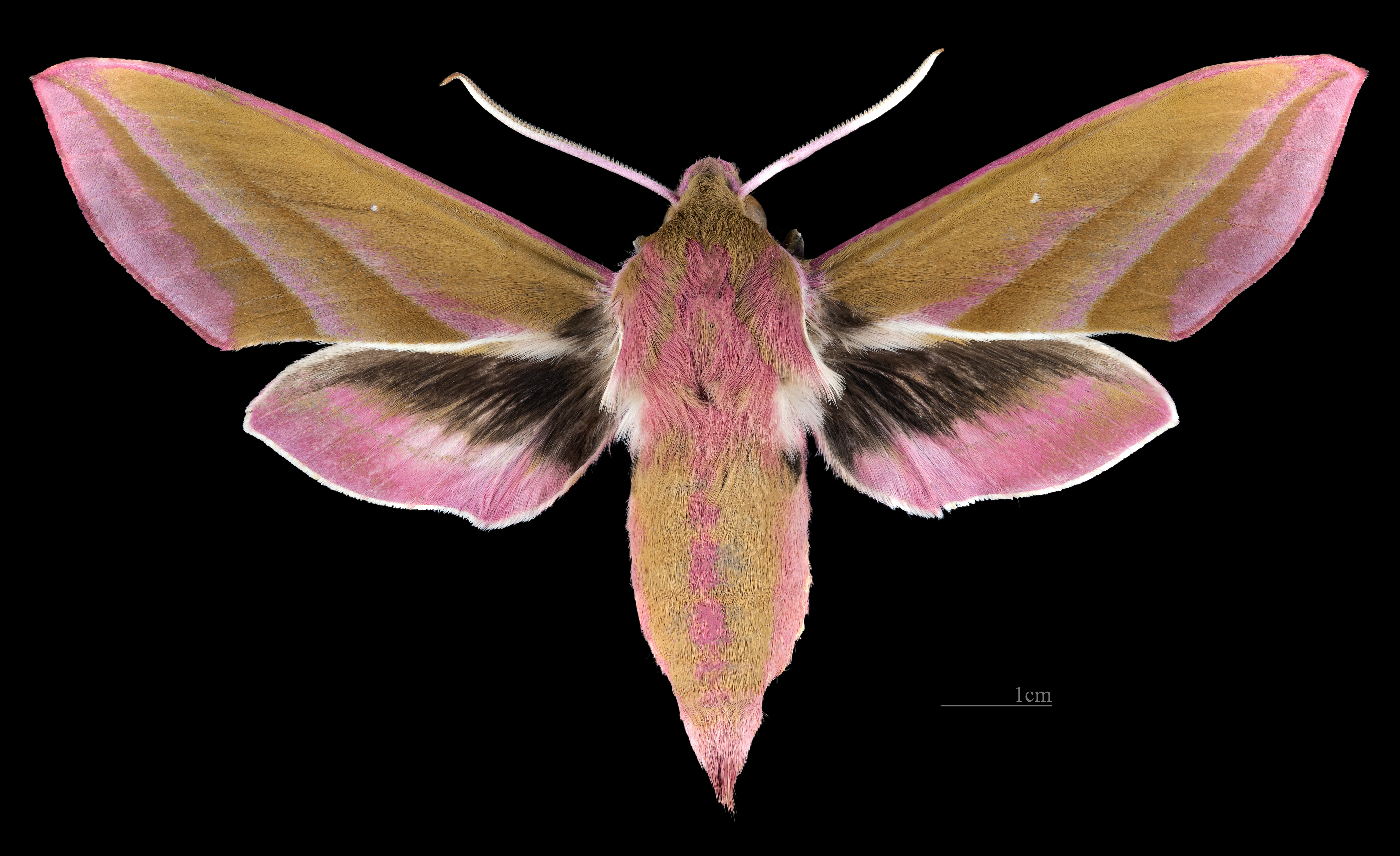
♂
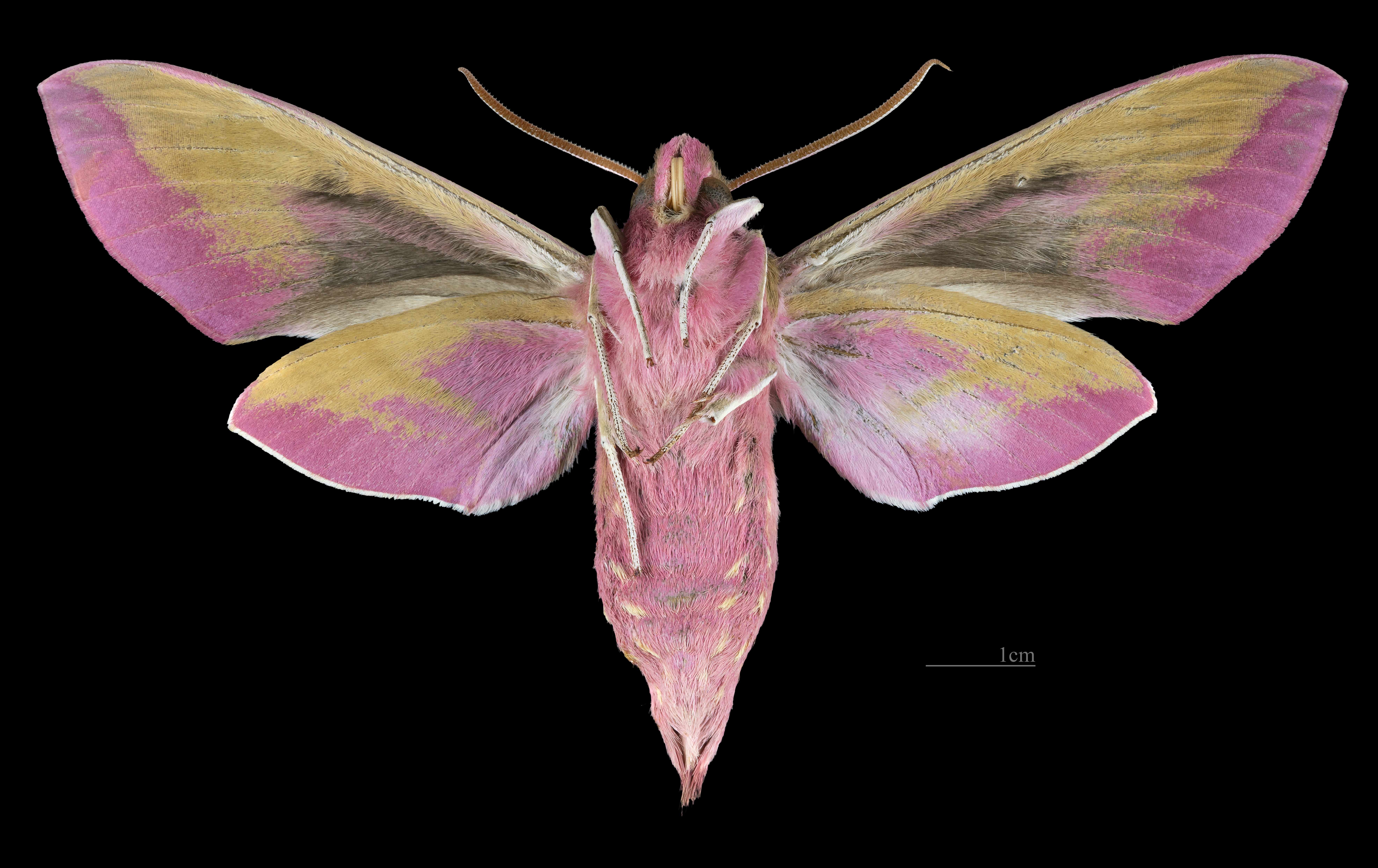
♂ △
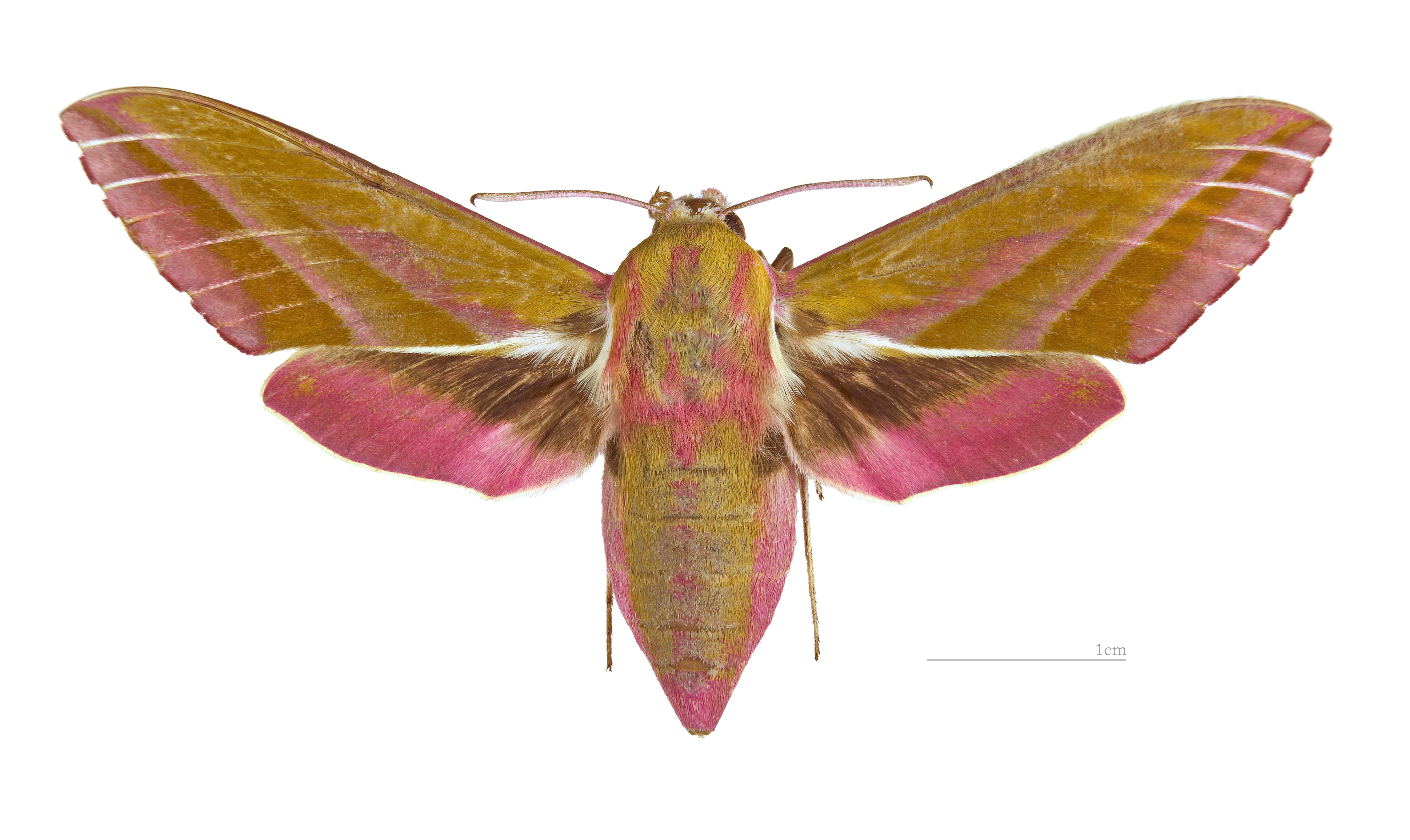
♀
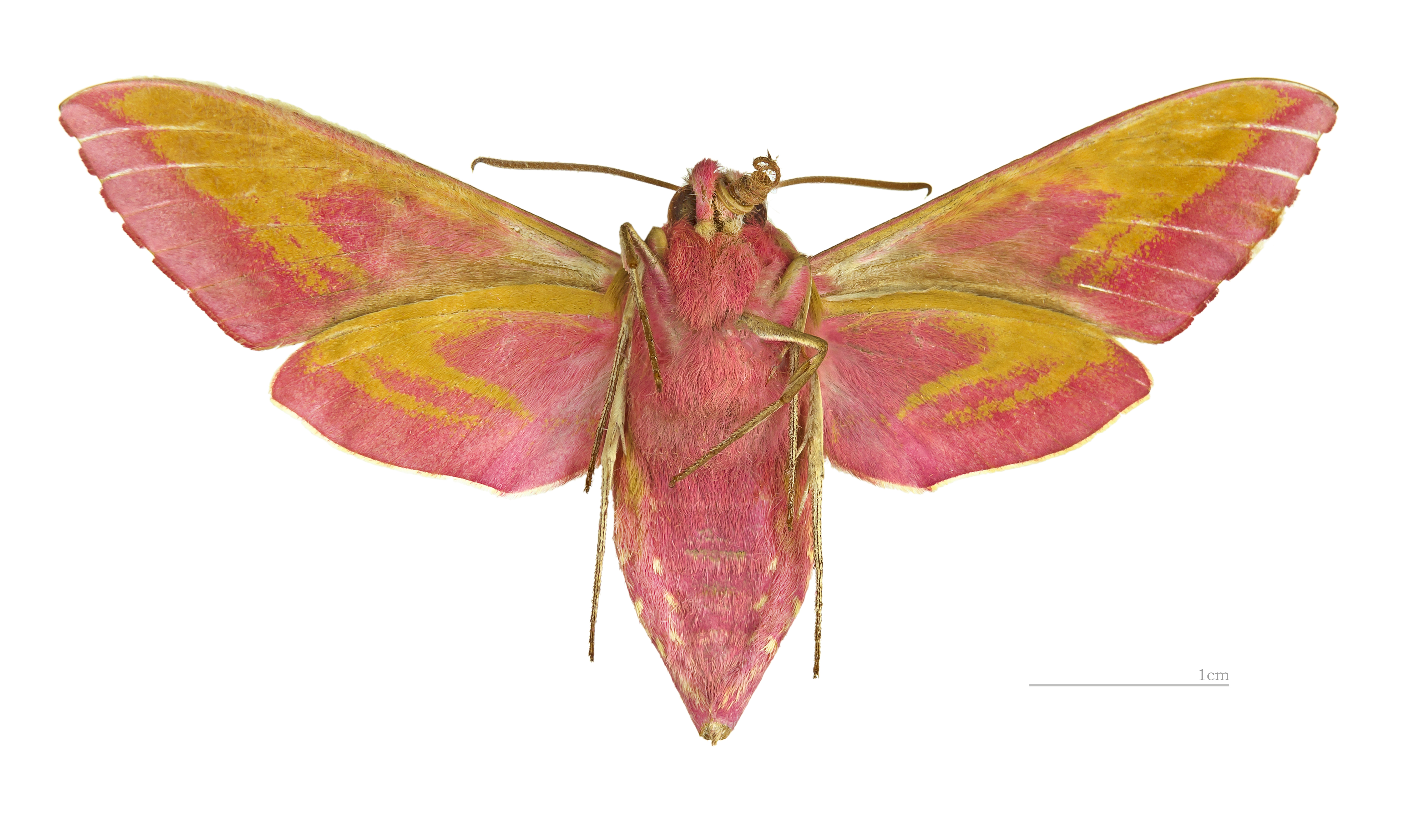
♀ △

## Subespecies
En el pasado se reconocían dos subespecies, Deilephila elpenor elpenor y Deilephila elpenor lewisii, pero actualmente no se mantiene esta distinción. De modo similar las subespecies Deilephila elpenor szechuana ahora está reconocida como un sinónimo probable para Deilephila elpenor elpenor. La subespecie Deilephila elpenor macromera, que se encuentra en China meridional, el norte de la India, Bután y Birmania, todavía se mira como distinta.
Las especies próximas, de Deilephila porcellus y Deilephila rivularis son similares pero más pequeñas y con menos colorido.

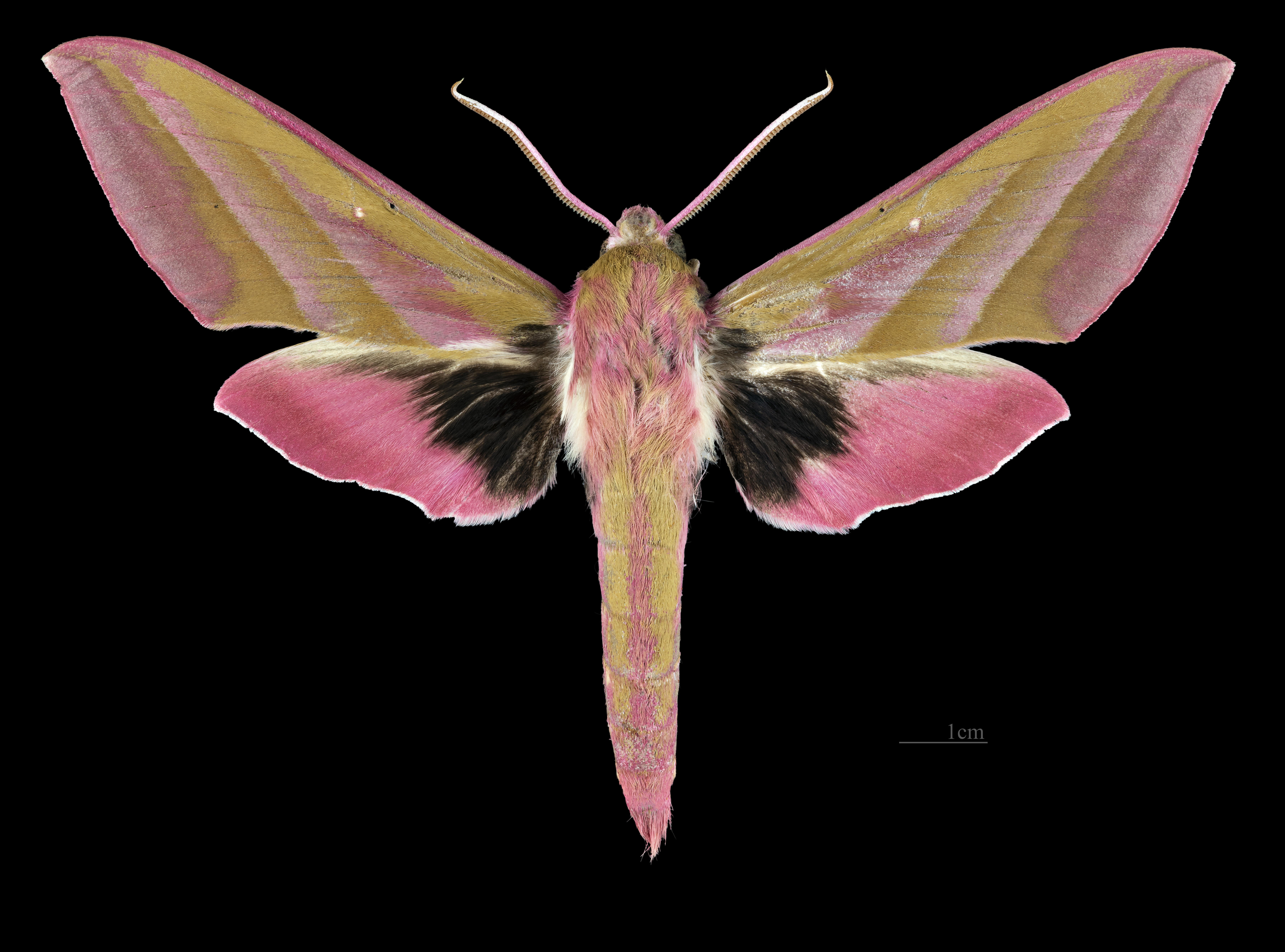
Deilephila elpenor macromera ♂
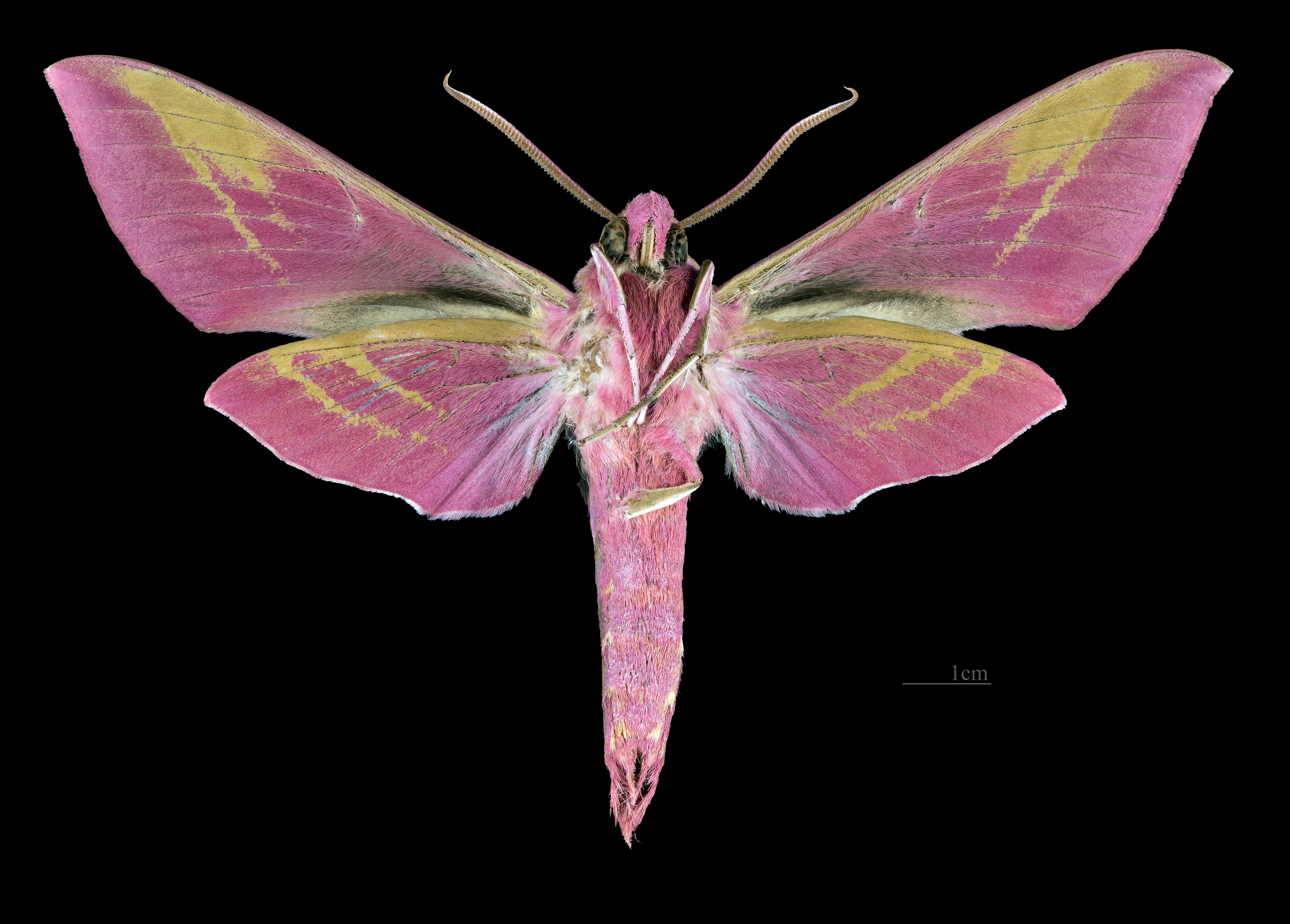
Deilephila elpenor macromera  ♂  △